# Rio Kharaa
O rio Kharaa é um rio da Mongólia. Nasce nas montanhas ao norte de Ulan Bator e corta as províncias de Selenge e Darhan-Uul antes de desaguar no rio Orkhon. Possui 291 km de extensão.